# Karl Schmidt (Politiker, 1866)
Friedrich Karl Christian Schmidt (* 12. September 1866 in Neubrandenburg; † 18. September 1927 ebenda) war ein deutscher Seilermeister und Politiker.

## Leben
Karl Schmidt wurde als Sohn des Ackersmanns Friedrich David Martin Schmidt und dessen Frau Marie Dorothee Friederike, geb.  Krüger, geboren. Er war Seilermeister in Neubrandenburg und betrieb in seiner Heimatstadt zuletzt auch eine Eisen- und Kurzwarenhandlung (Palaisstraße 3). Er gehörte 1919 der Verfassunggebenden Versammlung von Mecklenburg-Strelitz an, hier schloss er sich der Arbeitsgemeinschaft Handel und Gewerbe an. Er war anschließend auch Mitglied im ersten, zweiten, dritten und vierten ordentlichen Landtag in Mecklenburg-Strelitz, zum Teil für die DVP, zum Teil für die DVFP.